# Afrixalus equatorialis
Espèce
Synonymes
- Megalixalus equatorialis Laurent, 1941

Statut de conservation UICN

 LC  : Préoccupation mineure
Afrixalus equatorialis est une espèce d'amphibiens de la famille des Hyperoliidae.

## Répartition
Cette espèce se rencontre dans la partie centrale du bassin du Congo en République démocratique du Congo et dinas le Sud du Cameroun. Elle est probablement présente en République du Congo,.

## Publication originale
- Laurent, 1941 : Les Megalixalus (Batraciens) du Musée du Congo. Revue de Zoologie et de Botanique Africaines. Tervuren, vol. 35, p. 119-132.